# Município de Fountain (Carolina do Norte)
Localização da Carolina do Norte nos E.U.A.
O município de Fountain (em inglês: Fountain Township) é um município localizado no  condado de Pitt no estado estadounidense da Carolina do Norte. No ano 2010 tinha uma população de 1.356 habitantes.

## Geografia
O município de Fountain encontra-se localizado nas coordenadas 35° 40′ 38,57″ N, 77° 36′ 38,9″ O.